# Mylo Hubert Claudio Vergara
Mylo Hubert Claudio Vergara (* 23. Oktober 1962 in Manila) ist ein philippinischer Geistlicher und römisch-katholischer Bischof von Pasig.

## Leben
Mylo Hubert Claudio Vergara wurde am 8. November 1989 zum Diakon geweiht. Am 24. März 1990 empfing er durch Erzbischof Jaime Lachica Kardinal Sin das Sakrament der Priesterweihe für das Erzbistum Manila. Am 28. August 2003 wurde Mylo Hubert Claudio Vergara in den Klerus des mit gleichem Datum errichteten Bistums Cubao inkardiniert. 
Am 12. Februar 2005 ernannte ihn Papst Johannes Paul II. zum Bischof von San Jose. Der Erzbischof von Manila, Gaudencio Rosales, spendete ihm am 30. April desselben Jahres die Bischofsweihe; Mitkonsekratoren waren der Bischof von San Pablo, Leo Murphy Drona SDB, und der Bischof von Cubao, Honesto Ongtioco. Die Amtseinführung erfolgte am 14. Mai 2005. Am 20. April 2011 bestellte ihn Papst Benedikt XVI. zum Bischof von Pasig.
Vom 21. September 2023 bis zum 21. November 2024 verwaltete er zusätzlich während der Sedisvakanz das Bistum San Pablo als Apostolischer Administrator.